# 孔聖米克洛什
孔聖米克洛什（匈牙利語：Kunszentmiklós）是匈牙利的城鎮，位於該國中部，由巴奇-基什孔州負責管轄，面積172.11平方公里，2011年人口8,628，其中約四成居民信奉天主教。

## 外部連結
- （匈牙利文） Kunszentmiklós Önkormányzatának honlapja （页面存档备份，存于）
- （匈牙利文） Térkép Kalauz – Kunszentmiklós （页面存档备份，存于）
- （匈牙利文） Video Kunszentmiklósról – indulhatunk.hu
- （匈牙利文） Kunszentmiklós.lap.hu （页面存档备份，存于）
- （匈牙利文） Kunszentmiklós Város Tűzoltósága （页面存档备份，存于）